# Карао
Карао (Karao, Karaw) — филиппинский язык, на котором говорят на ареалах Бокод, Карао, Экип на востоке провинции Бенгет острова Лусон на Филиппинах.
Ограниченный экзаменационный тест для проверки понимания показал, что есть 85% взаимопонятности с языками каяпа-кальяхан и 78% с илоканским языком. Лексичнская схожесть с ибалойским языком составляет 90%. Кроме родного население также использует английский, ибалойский, илоканский или калангоя языки.